# 安芸太田町議会
安芸太田町議会（あきおおたちょうぎかい）は、広島県安芸太田町に設置されている地方議会である。任期満了に伴う広島県安芸太田町議選（定数11）2025年3月25日、告示。2025年4月30日投開票され、新議員11人（現職9人、新人2人）が決まった。投票率は70・83%（過去最低）。

## 概要
- 定数：11人
- 任期：2025年4月11日 - 2029年4月10日[4]
- 議長：中本正廣（2025年4月14日 - ）（再任）[5]
- 副議長：津田 宏（2025年4月14日 - ）[5]
  - 任期はいずれも4年[5]。
- 安芸太田町議会事務局：安芸太田町役場本庁舎3階[1]

## 党派
2025年4月14日現在
- 社民党（1人）
- 無所属（10人）

## 委員会
2025年4月14日更新
- 常任委員会
  - 総務常任委員会（定数5人）（※委員 令和7年4月14日から）
  - 産業建設常任委員会（定数6人）欠員1人
- 議会運営委員会

## 議員報酬と諸手当
- 月額[8]
  - 議長：月額 269,000円
  - 副議長：月額 219,000円
  - 議員：月額 200,000円
- 期末手当
- 政務活動費：希望する議員 一人当たり月額 1万円を上限に交付（平成31年4月から条例により交付）[9]。

## 議会だより
- 安芸太田町議会「もりみんだより」（発行：安芸太田町議会　編集：安芸太田町議会広報・公聴調査特別委員会）年4回発行
  - 第63号まで「あきおおた議会だより」
  - 第64号から「安芸太田町議会 もりみんだより」

## 議員定数
| 投開票日      | 定数 | 立候補者 |
| ------------- | ---- | -------- |
| 2009年3月29日 | 16   | 18       |
| 2013年3月24日 | 12   | 13       |
| 2017年3月26日 | 12   | 16       |
| 2021年3月28日 | 12   | 16       |
| 2025年3月30日 | 11   | 12       |

## 歴代議長
- 矢立孝彦
- 冨永豊
- 中本正廣（再任）

## 沿革
- 2004年 - 山県郡の2町1村（加計町、戸河内町、筒賀村）が合併（新設合併）し、安芸太田町が成立。安芸太田町議会、発足。
- 2025年4月から報酬月額4万8000円引き上げ（安芸太田町議会改革調査特別委員会発議し2024年12月12日に安芸太田町町議会が議員報酬を月額で一律4万8千円引き上げる条例改正案を賛成多数で可決したもの）[10]